# Ілінденсько-преображенське повстання

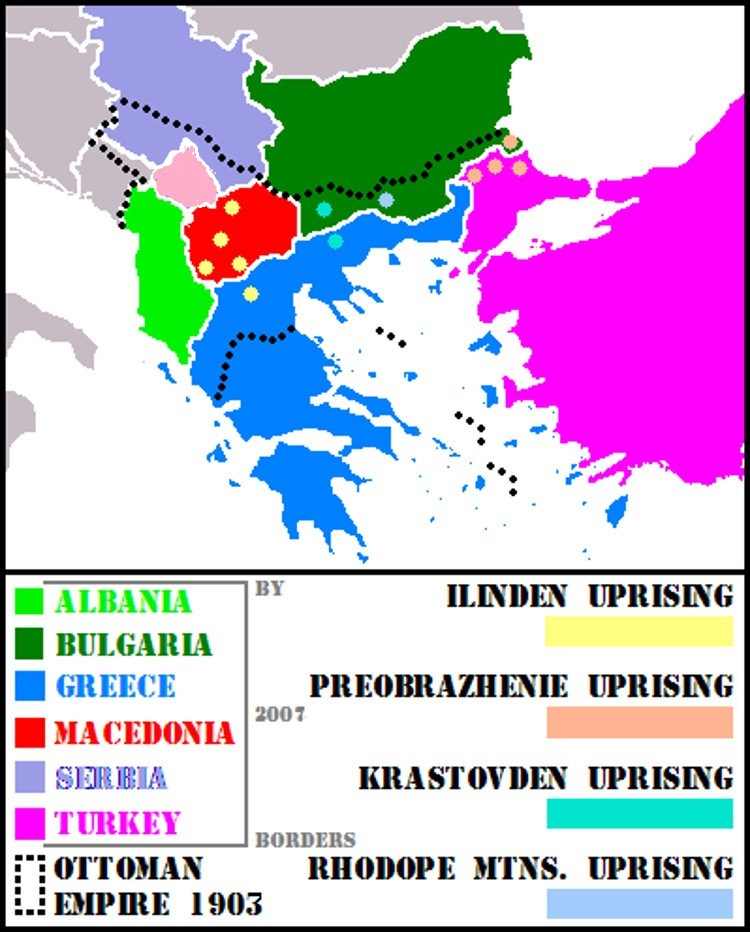
Карта Балкан, на якій зображено місця для повстань Ілінден, Преображення та Крастовден, а також повстанські акції в Родопах, Македонії та Фракії відповідно.

Повстання Ілінден – Преображення, або просто Ілінденське повстання серпня - жовтня 1903 р. (болг. Илинденско-Преображенско въстание, Ілінденсько-Преображенське округ; мак. Илинденско востание, Ілінденське востання; грец. Εξέγερση του Ίλιντεν, Eksegersi tou Ilinden), був організованим заколотом проти Османської імперії, який був підготовлений і здійснений Внутрішньою македоно-адріанопольською революційною організацією  за підтримки Верховного македоно-адріанопольського комітету. Назва повстання відноситься до Іліндену, що називається Ілліним днем, і до Преображення. Повстання тривало з початку серпня до кінця жовтня і охопило величезну територію від східного узбережжя Чорного моря до берегів Охридського озера. 
Повстання відбулося в таких регіонах Османської імперії, як Фракія, Адріанополь та Македонія. Більшість сил революціонерів складалися з болгарських селян, хоча вони також отримували підтримку місцевого ароманського населення.
За кілька місяців повстання було розгромлене набагато більшою та краще оснащеною османською армією. Близько 30 000 болгар втекли до Болгарії після провалу повстання.

## Хронологія повстання
- 28 липня розсилають повідомлення про повстання, таємниця зберігалась до останнього моменту
- Повстання розпочалося вночі 2 серпня і охопило регіон навколо міста Монастир (сучасна Бітола), на південному заході сучасної Північної Македонії, та деяких регіонів півночі Греції.
- Вночі 2 серпня та рано вранці 3 серпня, місто Крушево було захоплено 800 повстанцями.
- Після 3 днів боротьби і облоги повстанцями було захоплено місто Смілево.
- Місто Клісура, поблизу сучасної Касторії в Греції, було захоплено повстанцями 5 серпня.
- 4 та 5 серпня османські війська здійснили невдалу спробу повернути Крушево.
- 4 серпня під керівництвом Николи Карева в Крушево була створена місцева адміністрація (Крушевська Республіка).
- 12 серпня османські війська захопили і спалили Крушево, яке знаходилось в руках повстанців лише 10 днів.
- 14 серпня біля міста Ушкуб (Üsküp) (сучасне Скоп'є) повстанці атакували військовий потяг.
- В м. Разлог, що набагато східніше на території сучасної Болгарії, населення також приєдналося до повстання.

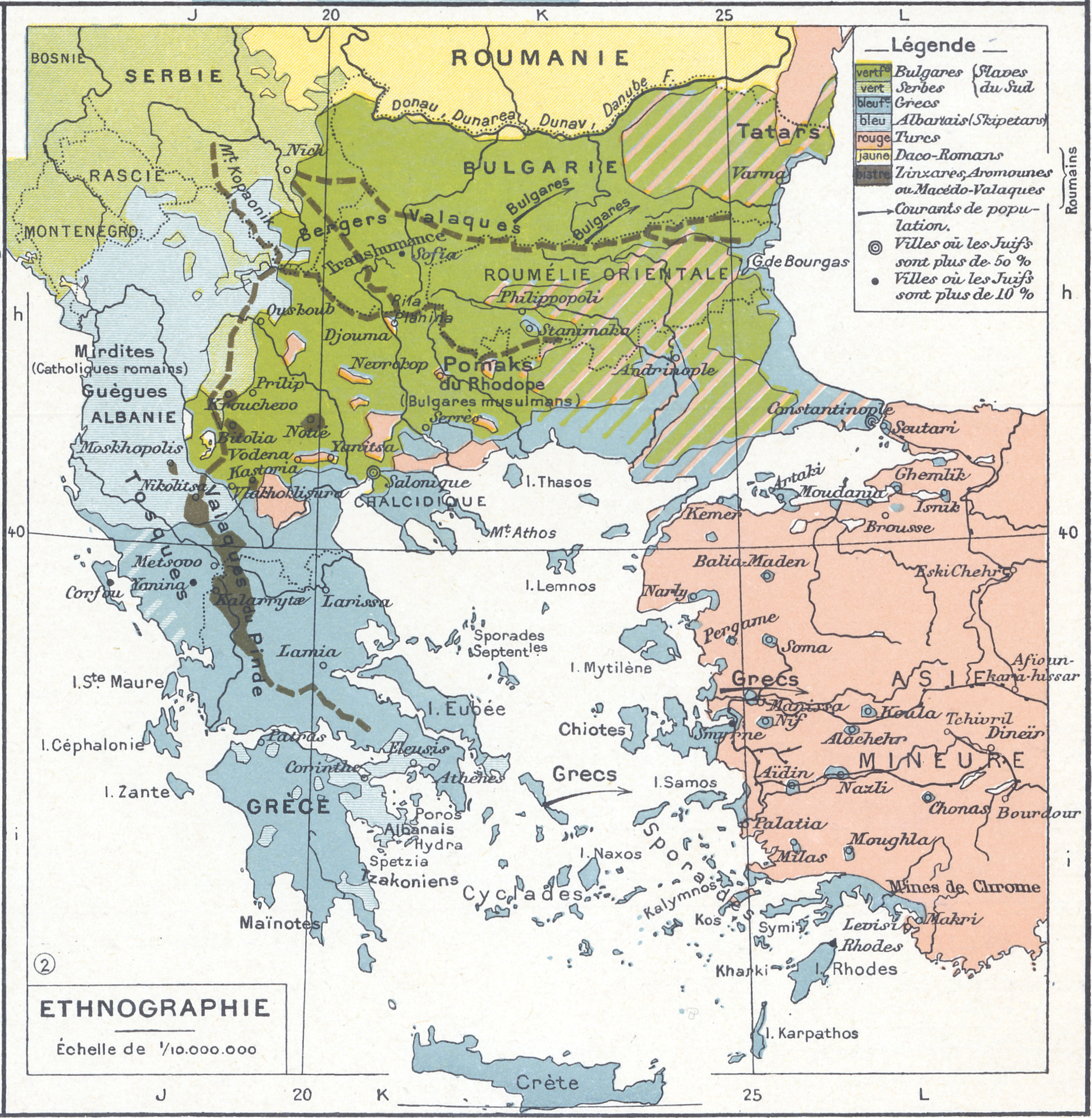
Етнічна мапа Балкан того часу

- Етнічна мапа Балкан того часу27 серпня Клісура була нарешті повернута османськими військами.
- Також в повстанні взяли участь й інші регіони, влучаючи Охрид, Флоріну та Кічево. В Тессалоніках операції були дуже обмежені, відбувались без залучення місцевого населення через неузгодженість між різними фракціями ВМРО. Також не було повстання в Прилепі, території, що знаходиться відразу на схід від Монастиру.
- Повстанці на чолі з Апостолом Войводою здобули перемогу над османськими загонами біля села Рамна.
- Повстанські війська в регіоні Серрес, на чолі з Яне Санданським, змогли перемогти велику частину турецьких сил. Дії розпочалися в день православного болгарського свята Кръстовден 27 вересня, та відбувалися на схід від Монастиру і на захід від Тракії, але в ньому не взяло участь місцеве населення в тій кількості, як це було в інших регіонах.
- В жовтні об'єднаний загін Апостола Войводи та Іванчо Карасуліяти із 130 бійцями ще мав декілька збройних сутичок з османським загоном чисельністю в 1 300 вояків, але повстання вже було подавлене.

## Причини поразки повстання
1. Повстання не було добре підготовлене та не охопило всі революційні регіони.
2. Більшість повстанців були селяни, але у повстанні не брали участь мешканці міст.
3. Керівництво повстання не використало того успіху, який мала на початку, та проводило пасивну тактику вичікування.
4. Повстанці не мали, або ж мали зовсім невеликий військовий досвід та були погано озброєні на відміну від великих османських сил, що мали в своєму розпорядженні сучасне озброєння.

## Наслідки повстання
Поразка повстання призвела до:
- ослаблення ВМРО та її можливості утворення автономного македонського війська, яке могло б пізніше допомогти в створенні македонської держави;
- ослаблення повстанського руху і зростання значення комітетів (так званої «верховісті»), через що посилився болгарський вплив у Македонії;
- поділу території стародавньої Македонії між Сербією, Болгарією та Грецію в 1912 р.